# NGC 552
NGC 552 је појединачна звезда у сазвежђу Рибе која се налази на NGC листи објеката дубоког неба.
Деклинација објекта је + 33° 24' 23" а ректасцензија 1h 26m 10,0s. Привидна величина (магнитуда) објекта NGC 552 износи 12,7 а фотографска магнитуда 15,3.